# Lekkoatletyka na Letnich Igrzyskach Olimpijskich 1980 – sztafeta 4 × 100 m kobiet
Sztafetę 4 × 100 metrów kobiet podczas XXII Letnich Igrzysk Olimpijskich w Moskwie rozegrano  1 sierpnia 1980 (finał) na Stadionie Łużniki. Zwycięzcą została sztafeta Niemieckiej Republiki Demokratycznej, która biegła w składzie: Romy Müller, Bärbel Wöckel, Ingrid Auerswald i Marlies Göhr. Ustanowiła ona rekord świata uzyskując czas 41,60 s. 

## Rekordy
|                   | Reprezentacja | Zawodniczki                                                     | Czas  | Data               | Miejsce  |
| ----------------- | ------------- | --------------------------------------------------------------- | ----- | ------------------ | -------- |
| Rekord świata     | NRD           | Romy Müller, Bärbel Wöckel, Ingrid Auerswald, Marlies Göhr      | 41,85 | 13 lipca 1980(dts) | Poczdam  |
| Rekord olimpijski | NRD           | Marlies Oelsner, Renate Stecher, Carla Bodendorf, Bärbel Eckert | 42,55 | 31 lipca 1976(dts) | Montreal |

## Wyniki
| Poz. - pozycja |
| – rekord świata \| – rekord krajowy \| – rekord życiowy \| = – wyrównany rekord życiowy \| · – najlepszy wynik w sezonie \| = – wyrównany najlepszy wynik w sezonie \| – rekord olimpijski |
| Fn – falstart \| DNF – nie ukończył \| DNS – nie wystartował \| DSQ – zdyskwalifikowany |

### Finał
Ponieważ zgłoszono tylko osiem sztafet do tej konkurencji, rozegrano od razu finał.
| Poz. | Państwo         | Zawodniczki                                                          | Rezultat | Uwagi |
| ---- | --------------- | -------------------------------------------------------------------- | -------- | ----- |
| 1    | NRD             | Romy Müller, Bärbel Wöckel, Ingrid Auerswald, Marlies Göhr           | 41,60    | [ 1 ] |
| 2    | ZSRR            | Wiera Komisowa, Ludmiła Masłakowa, Wiera Anisimowa, Natalja Boczina  | 42,10    | [ 3 ] |
| 3    | Wielka Brytania | Heather Hunte, Kathy Smallwood, Beverley Goddard, Sonia Lannaman     | 42,43    | [ 4 ] |
| 4    | Bułgaria        | Sofka Popowa, Lilana Panajotowa, Maria Szyszkowa, Galina Enczewa     | 42,67    | [ 5 ] |
| 5    | Francja         | Véronique Grandrieux, Chantal Réga, Raymonde Naigre, Emma Sulter     | 42,84    | [ 6 ] |
| 6    | Jamajka         | Leleith Hodges, Jacqueline Pusey, Rosie Allwood, Merlene Ottey       | 43,19    | [ 7 ] |
| 7    | Polska          | Lucyna Langer, Elżbieta Stachurska, Zofia Bielczyk, Grażyna Rabsztyn | 43,59    |       |
| –    | Szwecja         | Linda Haglund, Lena Möller, Ann-Louise Skoglund, Helena Pihl         | DNF      |       |